# Asplenium bugolense
Asplenium bugolense är en svartbräkenväxtart som beskrevs av Georg Hans Emmo Wolfgang Hieronymus. Asplenium bugolense ingår i släktet Asplenium och familjen Aspleniaceae. Inga underarter finns listade.